# Nicholas Lyell, Baron Lyell of Markyate
Nicholas Walter Lyell, Baron Lyell of Markyate QC PC (* 6. Dezember 1938 in London; † 30. August 2010) war ein britischer Jurist, Politiker (Conservative Party) und Life Peer.

## Leben und Karriere

### Ausbildung und Beruf
Lyell wurde als Sohn von Sir Maurice Lyell, Richter am High Court, und dessen Ehefrau Veronica Luard, einer Bildenden Künstlerin, Bildhauerin und Zeichnerin, geboren. Seine Mutter stammte aus einer Familie, die bereits in der sechsten Generation Künstler hervorgebracht hatte.
Sein Großvater, der Maler und Zeichner Lowes Dalbiac Luard, war ein Zeitgenosse von Augustus John und Walter Sickert. Lyell hatte noch eine Schwester, Prue Lyell. Seine Mutter starb, als er elf Jahre alt war.
Er besuchte die Stowe School, eine Privatschule, in Stowe in der Grafschaft Buckinghamshire. Nach seinem Militärdienst, den er bei der Royal Artillery ableistete, studierte Lyell ab 1959 zunächst Moderne Geschichte am Christ Church College der University of Oxford, wo er Mitglied des Bullingdon Club wurde. Er wechselte dann jedoch das Studienfach, entschied sich für Rechtswissenschaften und wurde Anwalt. Er absolvierte zunächst eine Traineeausbildung bei dem Schiffbauunternehmen Walter Runciman and Co, dem Familienunternehmen seiner Stiefmutter Lady Kitty Farrar, der jüngeren Tochter von Walter Runciman, 1. Viscount Runciman of Doxford, die sein Vater in zweiter Ehe geheiratet hatte. 1965 wurde er am Inner Temple als Anwalt zugelassen. Den letzten Teil seines Referendariats (Pupillage) vor dem Abschluss der Ausbildung zum Barrister verbrachte er bei dem britischen Richter und Spezialisten für Internationales Wirtschaftsrecht Gordon Slynn.
Lyell spezialisierte sich in der Folgezeit auf Handelsrecht, Wirtschaftsrecht und Öffentliches Recht. 1973 vertrat er einen aufsehenerregenden Fall von Pflichtverletzung und Amtsmissbrauch in einem Alten- und Pflegeheim vor dem General Medical Council (GMC), der britischen Ärztekammer. 1977 verteidigte er ein Unternehmen, das einen Bikini hergestellt hatte, der im Wasser durchsichtig wurde. 1980 wurde er Kronanwalt, 1985 wurde er zum Recorder (d. i. Barrister, der nebenberuflich als Richter arbeitet), 1986 zum Bencher (Vorsitzender Richter) ernannt.
Lyell war Inhaber einer Anwaltskanzlei in London, wohin er nach dem Ende seiner politischen Karriere 1997 auch wieder zurückkehrte und als Anwalt tätig war.

### Politische Karriere
1974 trat Lyell bei den Unterhauswahlen für die Conservative Party als Kandidat für den Wahlkreis Lambeth Central im Stadtbezirk London Borough of Lambeth an. Von 1979 bis 1983 war er Parlamentsabgeordneter (Member of Parliament) für den Wahlkreis Hemel Hempstead, von 1983 bis 1997 für den Wahlkreis Mid Bedfordshire und von 1997 bis 2001 für den Wahlkreis North East Bedfordshire. 2001 trat er nicht mehr zur Wiederwahl an.
Lyell war politisch ein weitgehend unauffälliger Hinterbänkler. Er trat jedoch mit einem Gesetzesentwurf an die Öffentlichkeit, der vorsah, dass Gartenwerkzeuge auch an Sonntagen verkauft werden durften. Außerdem setzte er sich für Hausarrest als Strafmittel bei jugendlichen Straftätern und gegen eine Wiedereinführung der Todesstrafe durch Hängen ein.
Von 1979 bis 1986 war er Parliamentary Private Secretary (PPS) unter Sir Michael Havers in dessen Funktion als Attorney General. Premierministerin Margaret Thatcher ernannte ihn am 10. September 1986 zum Staatsminister für Gesundheit und Sozialversicherungswesen (Parliamentary Under-Secretary of State for Health and Social Security); das Amt hatte er bis Juni 1987 inne. Am 13. Juni 1987 wurde er zum Solicitor General (Generalstaatsanwalt) ernannt und übte das Amt bis April 1992 aus. Von April 1992 bis Mai 1997 war er unter Premierminister John Major dann selbst Attorney General für England, Wales und Nordirland. Nach der Wahlniederlage der Conservative Party bei den Britischen Unterhauswahlen 1997 nahm er das Angebot von William Hague an und übte von 1997 bis 1999 noch das Amt des Shadow Attorney General aus.

## Wirken in der Öffentlichkeit
In seiner Eigenschaft als Solicitor General und Attorney General stand Lyell mehrfach Margaret Thatcher und John Major bei rechtlichen Fragen im politisch-juristischen Spannungsfeld beratend zur Seite. Er war als Rechtsberater unter anderem an Thatchers Reformen des Rechts der Gewerkschaften (Reform of Trade Union Law) beteiligt und vermittelte bei Thatchers Auseinandersetzungen zwischen der Britischen Rechtsanwaltskammer und der Regierung um die Beendigung des ausschließlichen Rechts von Barristern, vor dem High Court aufzutreten.
Während seiner Amtszeit gehörte Lyell zu den Beteiligten, die in die sogenannte Arms-to-Iraq-Affäre verwickelt waren. In der Zeit nach dem Ersten Golfkrieg entstand ein öffentliches Interesse an der Aufklärung, inwieweit auch britische Wirtschaftsunternehmen Waffen an den Irak geliefert hatten. Es kam zu einer Anklage gegen den britischen Werkzeugmaschinenhersteller Matrix Churchill, der sich damit verteidigte, die britische Regierung hätte von den Exporten gewusst. Es stellte sich heraus, dass Lyell insgesamt vier Minister, darunter Handelsminister Alan Clark und Verteidigungsminister Michael Heseltine, den Präsidenten des Board of Trade, aufgefordert hatte, Dokumente und Informationen als geheim zu deklarieren (Public Interest Immunity Certificate), bei denen dies allgemein nicht üblich war, um diese dem Zugriff der Verteidigung zu entziehen. Lyell hatte dies mit Gründen der nationalen Sicherheit gerechtfertigt. Eine 1992 eingesetzte gerichtliche Untersuchung, der sogenannte Scott Report unter dem Vorsitz des Richters und späteren Lord of Appeal in Ordinary, Richard Scott, stellte die Verantwortung Lyells fest, hielt diesem jedoch zugute, dass er in gutem Glauben gehandelt habe. Die Ergebnisse der Untersuchung kompromittierten Lyell, der daraufhin seinen Rücktritt anbot; Premierminister John Major entließ ihn jedoch nicht. Eine Abstimmung im House of Commons 1996 nach der Veröffentlichung des Scott-Reports mit dem Ziel, Lyell aus seinem Amt zu entfernen, scheiterte mit einer knappen Mehrheit von 320:319 Stimmen.
Kurz nach dem Amtsantritt von John Major erzielte Lyell eine außergerichtliche Einigung, nachdem das Underground-Magazin Scallywag und die Wochenzeitung The New Statesman, Meldungen veröffentlicht hatten, Major hätte eine Affäre mit der Inhaberin eines Cateringservices, der bei offiziellen Anlässen in Downing Street engagiert worden war. Lyell beriet Major auch bei der offiziellen Bekanntgabe der Trennung von Prinz Charles und Lady Diana Spencer.
Nachdem verschiedene Mitgliedsstaaten der Europäischen Union Anfang der 1990er Jahre ein Importverbot für britisches Rindfleisch aufgrund der BSE-Tierseuche erlassen hatten, erklärte Lyell, dass Pläne der britischen Regierung, im Gegenzug Importverbote für Produkte aus anderen Mitgliedstaaten zu erlassen, gegen das Prinzip des freien Warenverkehrs verstießen und somit illegal waren. Bei seinen Parteifreunden führte seine rechtliche Interpretation zu Verstimmung. 1993 unterstützte er die Regierung Major in der Kontroverse um die Ratifizierung des Vertrages von Maastricht. Lyell erklärte – bezugnehmend auf das von der Labour Party eingebrachte Amendment zum Vertrag von Maastricht, das eine Verpflichtung auf die im Vertrag von Maastricht festgelegte Europäische Sozialpolitik beinhalten sollte –, dass die Regierung Major den Vertrag von Maastricht im Hinblick auf die königliche Prärogative notfalls auch ohne das Kapitel über die Europäische Sozialpolitik unterzeichnen könne. Er wies Major außerdem darauf hin, dass die Mitglieder des Kabinetts Major gemäß der unmittelbaren Anwendbarkeit des Europarechts persönlich dafür verantwortlich gemacht werden könnten, wenn europäische Vorschriften zur Begrenzung der maximalen Wochenarbeitszeit auf 48 Stunden nicht eingehalten würden.
Anfang der 1990er Jahre war Lyell auch an der Affäre um den zeitweise flüchtigen türkisch-zypriotischen Geschäftsmann Asil Nadir beteiligt, der in Großbritannien unter anderem wegen Betrug und Bestechung angeklagt worden war. Lyell informierte John Major über die persönlichen Kontakte des damaligen Staatsministers für Nordirland, Michael Mates, mit Nadir, was schließlich zur Entlassung von Mates führte. Mehrfach versuchte Lyell auch gerichtlich zu verhindern, dass der flüchtige, heute in Moskau lebende Spion George Blake für die Veröffentlichung seiner Autobiografie No Other Choice Tantiemen erhielt. Lyell ließ auch die Anklage gegen den damals 84-jährigen Szymon Serafinowicz, einen früheren Polizeichef aus Belarus und Großvater des britischen Comedian Peter Serafinowicz, als Kriegsverbrecher nach dem War Crimes Act 1991 zu.

## Mitgliedschaft im House of Lords
Am 27. Juni 2005 wurde er zum Life Peer als Baron Lyell of Markyate, of Markyate in the County of Hertfordshire, ernannt. Er wurde am 5. Juli 2005 offiziell in sein Amt eingeführt. Er hielt am 7. Juli 2005 seine Antrittsrede. Zum letzten Mal meldete er sich am 2. Juni 2010 im House of Lords zu Wort. Am 6. Juli 2010 war er zuletzt bei einer Abstimmung anwesend.

## Weitere Ämter und Ehrungen
1987 wurde er zum Knight Bachelor erhoben. 1990 wurde er Mitglied des Privy Council.
Er war Vizepräsident (Vice-Chairman) der British Field Sports Society (1983–1986). Er war Vorsitzender der Society of Conservative Lawyers (Executive Chair 1985–86, 1997–2004; Chair 2004–2010). Außerdem war er Präsident (Chairman) des Direktoriums (Board of Governors) der Stowe School (2001–2007). Er war bis Oktober 2007 Vorsitzender (Chairman) des St Albans Cathedral Trust. Er war Mitglied (Member of Court) des Verwaltungsrates der University of Hertfordshire und der University of Luton, jetzt University of Bedfordshire.
Er war außerdem seit Juli 2007 Vorsitzender (Chairman) der Wohltätigkeitsorganisation Federation of British Artists.

## Privates
Von seinem Großvater hatte Lyell die Liebe zum Zeichnen und Skizzieren von Menschen mitbekommen. Lyell fertigte insbesondere Tusche- und Federzeichnungen an. In Sitzungspausen porträtierte Lyell häufig Abgeordnete und Kollegen. 1996 fand eine Ausstellung seiner Arbeiten in den Mall Galleries in London statt. Für Aufsehen sorgte dabei auch die Tatsache, dass Lyell für seine Skizzen häufig die Rückseite von teilweise der Geheimhaltung unterliegenden Dokumenten verwendet hatte.
Lyell war seit September 1967 mit Susanna Mary Fletcher verheiratet. Sie hatten vier Kinder, zwei Söhne und zwei Töchter. Seine Frau leitete in Frankreich, wo Lyell in Burgund zwischen Chablis und Beaune ein Landhaus besaß, Malkurse und Weinseminare.
Lyell starb an einer Krebserkrankung, die 1998 bei ihm festgestellt worden war. Mehrfach hatte sich Lyell in den letzten Jahren verschiedenen Chemotherapien unterziehen müssen.